# 瓦特堡
瓦特堡（發音：[ˈvaʁtbʊʁk]）是德國圖林根州爱森纳赫市的城堡，位于图林根森林的西北端，海拔411米，为罗曼式建筑。由跳跃者路德维希於1073年起建，1999年列為世界文化遺產。對於他的命名有一個笑話性傳說，跳跃者路德维希建堡時，當他第一眼看到這個地點，他說：“等一下！山麓——你將成為我的城堡！”（德語：Wart! Berg, du sollst mir eine Burg werden!，德文的wart為等待之意）。

## 历史

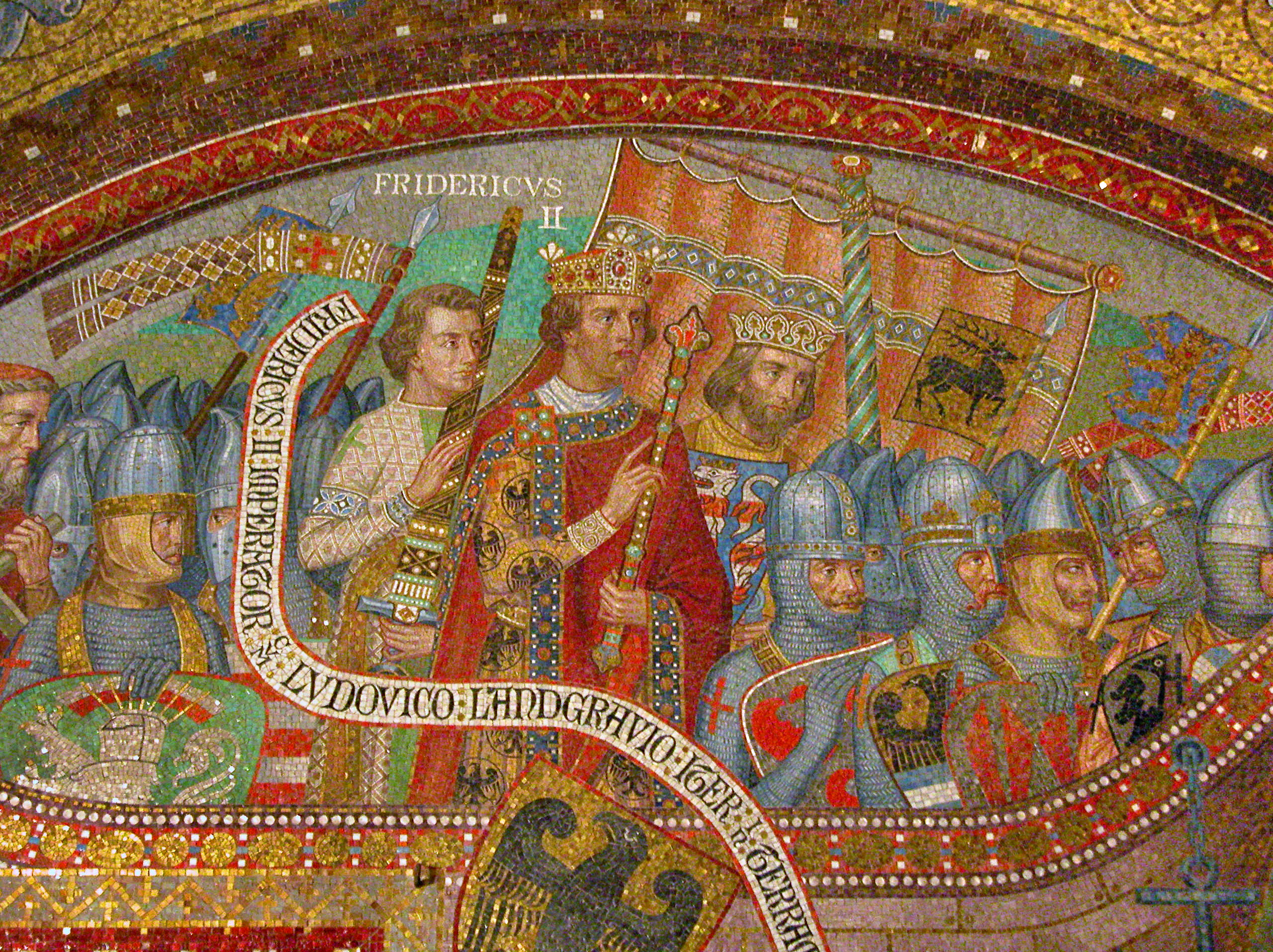
圣丽莎房内的彩色马赛克图案

1211年，匈牙利國王安德烈二世之女圣丽莎四岁时来到瓦特堡。1221年嫁给圖林根領地伯爵圖林根的路德維希四世。因为1227年丈夫去世，圣丽莎跟随她的忏悔神父康拉德前往马尔堡。1902年至1906年，画家和马赛克艺术家奥古斯特·厄特肯（August Oetken）在城堡圣丽莎房间（Elisabeth-Kemenate）内的墙壁上用彩色马赛克展示了圣丽莎的生活场景。

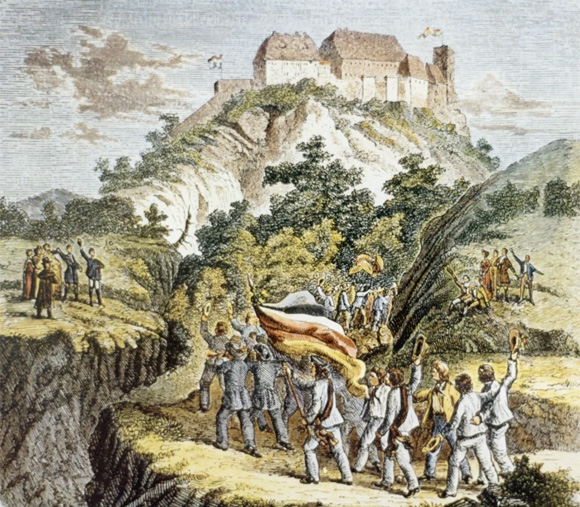
1817年10月，近500名学生在瓦尔特堡（三个多世纪前马丁·路德在此寻求庇护）前进行抗议，支持民族统一。之所以选择瓦尔特堡是因为它对德意志民族精神具有象征性地位。当代彩色木刻画

從1521年5月至1522年3月，馬丁·路德被教皇利奧十世逐出教會後，出於安全考慮，以容克格奥尔格的名義留在此地。在這期間，路德用10個星期將新約聖經從通用希臘語翻譯成德語。
1867年路德维希二世访问瓦尔特堡，后来修建新天鹅堡时参考了瓦尔特堡的宴会厅。
1952年—1966年，东德政府出资对城堡进行了修复，基本使它恢复到了16世纪时的模样。马丁·路德翻译新约时所居住的房间也按照当年的样子得到复原。這個城堡今日所見，與大自然合為一體的景觀，為大公卡爾·亞歷山大與威廉·恩斯特時期的規模。

## 外部連結
- 瓦特堡基金會官方網站，包括年表與建築描寫 （页面存档备份，存于）
- 照片